# Faire l'amour (roman)
Pour les articles homonymes, voir Faire l'amour (homonymie).
Faire l'amour est un roman de Jean-Philippe Toussaint paru le 13 septembre 2002 aux éditions de Minuit. Il s'agit du premier volet du « cycle de Marie ».

## Historique
Faire l'amour est le premier des quatre volets du Cycle de Marie que sont : Faire l'amour en 2002 ; Fuir en 2005 ; La Vérité sur Marie en 2009 ; et Nue, en 2013.

## Éditions
- Les Éditions de minuit, 2002,  (ISBN 9782707318008).
- Les Éditions de minuit, collection « Double » no 61, 2009,  (ISBN 9782707320940).
- Faire l'amour (audiolivre), lu par l'auteur, éditions Des femmes, coll. « Bibliothèque des voix ».
- M.M.M.M., « Cycle de Marie » complet, Les Éditions de Minuit, 2017  (ISBN 9782707343888).